# Gustave Fraipont
Pour les articles homonymes, voir Fraipont (homonymie).
Gustave Mathieu Joseph Fraipont, né à Saint-Josse-ten-Noode le 9 mai 1849 et mort à Paris 6e le 29 avril 1923, est un peintre, sculpteur, illustrateur et affichiste français d'origine belge.

## Biographie
Gustave Fraipont est l'élève de Henri Hendrickx et d'Henri de Hern. Belge de naissance, il se fait naturaliser français après la guerre de 1870 pendant laquelle il s'était engagé dans l'armée française. Professeur de dessin à la Maison d'éducation de la Légion d'honneur, il est l’auteur de nombreux ouvrages sur la technique du dessin. En 1885, il fournit des illustrations pour la série Le Littoral de la France chez l’éditeur Victor Palmé. Il illustre également des livres sur Paris et les régions françaises.
Il publie des livres pour la jeunesse tels que André le meunier et Yves le marin. Il illustre par ailleurs les Lettres de mon moulin, les Contes de Perrault, Robinson Crusoé, Câline de Zénaïde Fleuriot.

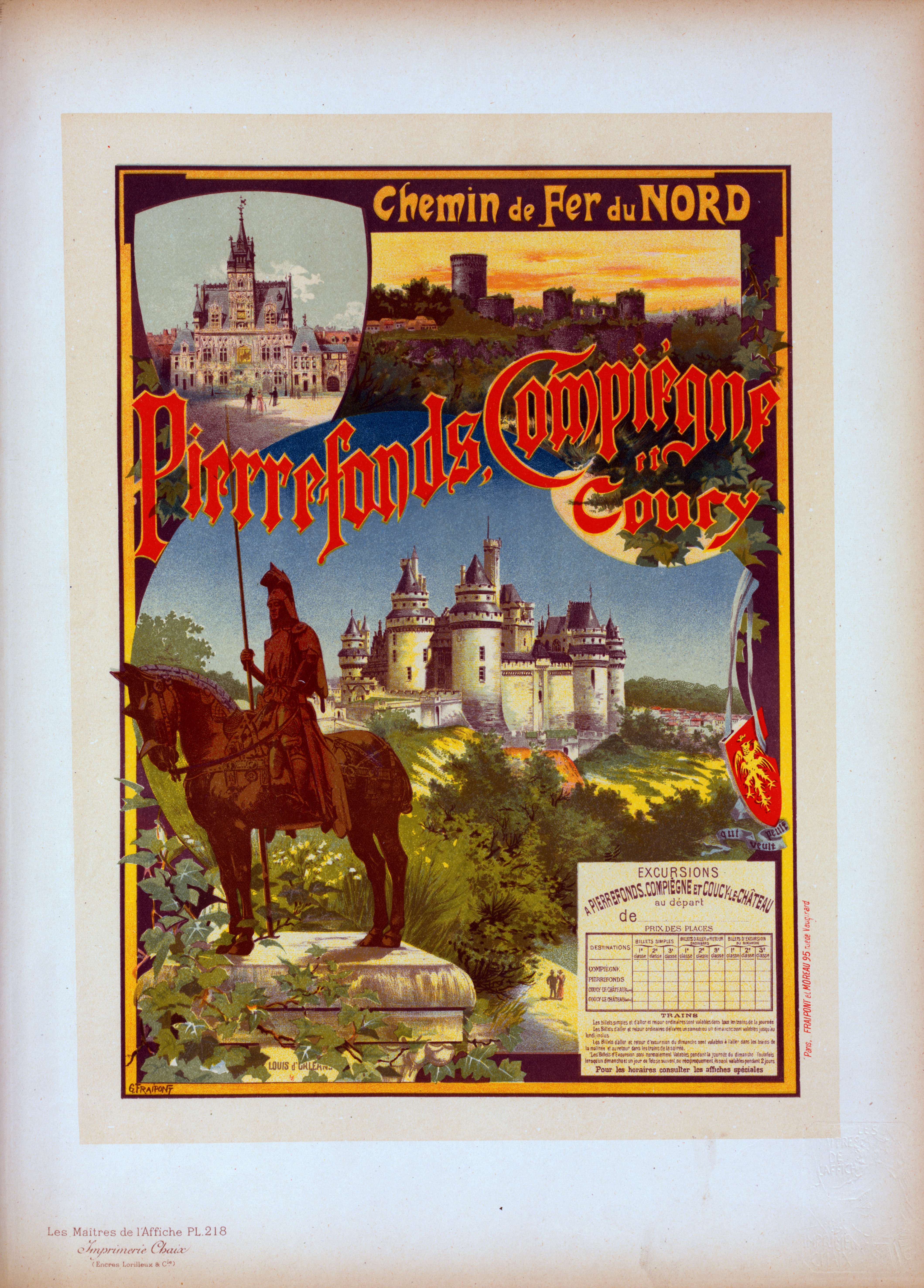

Il réalise de nombreuses affiches pour les compagnies de chemin de fer, notamment les Chemins de fer de l'Ouest et du Nord, ainsi que des documents officiels et des titres papier. Son affiche Pierrefonds, compagnie du Nord fut reproduite dans la revue Les Maîtres de l'affiche (1895-1900).
Il collabore à de nombreux journaux et revues, tels que le Courrier français et Paris illustré. Il fait partie des membres fondateurs de la Société des artistes lithographes français (1884). En 1905, il est nommé peintre de la Marine.
Durant la Première Guerre mondiale, il réalise plusieurs compositions pour le journal L'Illustration, notamment sur les monuments détruits par la guerre : halles de Ypres, cathédrale de Reims et hôtel de ville d'Arras. En 1917, il est sollicité par la Banque de France pour un nouveau billet de 20 francs mais son projet n'est pas retenu.
Mort à l'âge de 73 ans des suites d'une longue maladie, Gustave Fraipont était marié à Jeanne Charleux depuis octobre 1874 et était le père de Georges Fraipont (1873-1912), sociétaire de la Société des artistes français, également illustrateur d'ouvrages, mais surtout connu pour ses peintures. Il repose au cimetière du Père-Lachaise dans le caveau familial.

## Ouvrages illustrés
- L'Album Japonais: Motifs inédits de decoration japonais d'après les originaux, c1879 (2nd ed., 1880)
- Les Bêtes à Paris: 36 sonnets par Ernest d'Hervilly, 1885
- Les Environs de Paris, texte de Louis Barron, Paris, Maison Quantin, 1886
- Léon Gozlan, Les émotions de Polydore Marasquin, dessins avec Émile Mas, Librairie illustrée - Paul Ollendorff, 1887.
- Eugène Muller, La Mionette, dessins avec Émile Mas, Librairie illustrée, 1888.
- Paris à vol d'oiseau, 1889
- La Seine à travers Paris par Saint-Juirs et illustré par G. Fraipont, 1890
- Les Environs de Rouen, Rouen, E. Augé, 1890
- Les Vosges, Henri Laurens, 1890
- Spire Blondel, Le tabac - Le livre des fumeurs et des priseurs, illustrations de G. Fraipont, Paris, Henri Laurens éditeurs, 1891
- L'Art de prendre un croquis et de l'utiliser, 1892
- L'Art de peindre les fleurs, 1892
- L'Art de peindre les marines, 1892
- L'Art de peindre les paysages, 1892
- L'Art de peindre à l'aquarelle. Marines, paysages, fleurs, natures mortes, animaux figures, 1893
- L'Art de composer et de peindre l'éventail, l'écran, le paravent, 1895
- Le Dessin à la plume, 1895
- Les Procédés de reproduction en relief, manière d'exécuter les dessins pour la photogravure et la gravure sur bois, 1895
- Les Montagnes de France. Les Vosges. Le Jura et le pays franc-comtois. L'Auvergne, 3 volumes, 1895-1902
- Le Crayon et ses fantaisies, sanguine, crayon noir, crayon blanc, etc., 1896
- Le Fusain, figure, paysage, 1896
- La Plante : fleurs, feuillage, fruits, légumes, dans la nature et la décoration, 1896
- L'Art d'appliquer ses connaissances en dessin. Fusain, crayon, plume, eau-forte, lithographie, exécution des dessins pour la photogravure et la gravure sur bois, l'art de prendre un croquis, 1897
- L'Art dans les travaux à l'aiguille, ill. de Charles Kreutzberger, 1897
- Le Monde végétal. Fleurs, plantes, fruits, 1899
- Les Procédés de reproduction en creux et la lithographie : eau-forte, pointe sèche, burin, lithographie, Paris, Henri Laurens, 1901, rééd. multiples
- Premiers éléments d'art décoratif (principes et applications), 1909
- Daniel de Foë, Robinson Crusoé, illustrations de G. Fraipont, Paris, Henri Laurens, [1910], multiples rééditions.
- L'Art de peindre les fleurs à l'aquarelle, 1921
- L'Art de peindre les animaux à l'aquarelle, 1921
- La Jeunesse héroïque. Histoires vraies, préf. d'Edmond Haraucourt, Paris, F. Lointier, s.d.
- L'Art de peindre les natures mortes à l'aquarelle, s.d.

## Distinctions
- Chevalier de la Légion d'honneur (1895)

Gustave Fraipont est nommé chevalier de l'ordre national de la Légion d'honneur au titre du ministre de l'Instruction publique (décret du 31 décembre 1895).